# كازيويا ماتسودا
كازيويا ماتسودا (باليابانية: 松田 和也) (23 أغسطس 1973 في أوساكا في اليابان – )؛ هو لاعب كرة قدم ياباني سابق كان يلعب كلاعب وسط.

## وصلات خارجية
- كازيويا ماتسودا على موقع رابطة كرة القدم اليابانية للمحترفين (اليابانية)
- كازيويا ماتسودا على موقع عالم كرة القدم.نت (الإنجليزية)